# Mimipodoryctes peregrinus
Mimipodoryctes peregrinus är en stekelart som först beskrevs av Sergey A. Belokobylskij 1994.  Mimipodoryctes peregrinus ingår i släktet Mimipodoryctes och familjen bracksteklar. Inga underarter finns listade i Catalogue of Life.